# Музей циркового мистецтва
Музей циркового мистецтва є першим та єдиним музеєм такого роду в Україні. Ініціатива його створення належить громадській організації «Циркова спілка Кобзова», зокрема її Президенту Миколі Миколайовичу Кобзову. Відкриття даного музею в Києві відбулося 21 травня 2007 року.
Музей розташований на території пам'ятки садово-паркового мистецтва Парк Нивки. Свого часу цей мальовничий куточок Києва іменувався «Васильківська дача», власником якої був генерал-губернатор Іларіон Васильков. Згодом ділянку передали Свято-Троїцькому монастирю, а потім — в особисте ведення Микити Хрущова. Таким чином, люди, які приходять до музею, вже на підступах до нього мають можливість милуватися дивовижної краси природою. Певна віддаленість від міської суєти робить знайомство з унікальною виставкою музею ще більш незабутнім.

## Експозиція
На сьогоднішній день музей циркового мистецтва в Києві має в своєму розпорядженні достатньо вагому колекцію, яка нараховує більше 2 тисяч експонатів. Експозиція постійно розширюється, що здійснюється як за рахунок придбань, так й за рахунок предметів, переданих в дар цирковими династіями, колекціонерами й просто поціновувачами циркового мистецтва. У числі раритетних експонатів перші афіші, костюми артистів, рідкісні фотографії з автографами, реквізит, картини, малюнки, плакати, скульптури. До уваги відвідувачів пропонуються рецензії та статті журналістів різних поколінь та образотворчі матеріали, пов'язані з цирком. Центром експозиції є цирк-шапіто в мініатюрі й діючий паровоз 1926 року випуску, на якому цирковими аренами їздили тваринки легендарного Михайла Золло.
Завдяки зусиллям співробітників музею було створено велику бібліотеку книг, які розповідають про цирк. Гордістю музею циркового мистецтва в Києві є фестивальні нагороди Михайла Золло, Олени Гринь, Миколи Кобзова, Ірини Кащеєвої, Михайла Рибакова та багатьох інших зірок цирку. Привертає увагу нагорода Анатолія Залевського, отримана артистом на 23-му Міжнародному цирковому фестивалі «Золотий клоун» в Монте-Карло (1999 рік).
Екскурсія музеєм циркового мистецтва знайомить відвідувачів з багатовіковими традиціями циркового мистецтва, починаючи вуличними балаганами й закінчуючи досягненнями сучасників. Музейна колекція цікава не тільки шанувальникам циркового мистецтва, але й професіоналам, мистецтвознавцям й дослідникам історії цирку.